# الحديقة التاريخية الوطنية لحقوق المرأة
الحديقة التاريخية الوطنية لحقوق المرأة (بالإنجليزية: Women’s Rights National Historical Park)‏، وتقع في مدينة سينيكا فولز（Seneca Falls） ب نيويورك (ولاية)، تبعد عن غرب ألباني (نيويورك) مسافة أقل من عشر دقائق بالسيارة، يذهب الكثيرون في نزهة إلى ألباني لتفقد الأماكن السياحية هناك، وبالطبع يأخذوا جولة في الحديقة التاريخية الوطنية لحقوق المرأة، لا تتعدى مساحة الحديقة 30 ألف كيلو متر مربع، وهي إحدى الحدائق التابعة للهيئة الوطنية للحدائق، تم بناؤها عام 1980 لإحياء الذكرى الأولى من تأسيس أول حركة سياسية دولية تناشد بحقوق المرأة في تاريخ الولايات المتحدة الأمريكية.
تشمل الحديقة أيضاً كنيسة ويثلي الميوسيدية، والتي عٌقد بها أول مؤتمر لحقوق المرأة، كما تشمل الحديقة عدة أماكن أخرى مثل : "منزل إليزابيث كاردي ستانتون، منزل ماكلينتوك و منزل جين هانت"، بالإضافة إلى أشهر القاعات التي يُنادى بحقوق المرأة فيها، والنص الكامل لحقوق المرأة المنقوش على الجدران المائية.

## الوصلات الخارجية
خدمات الحديقة الوطنية
https://www.nps.gov/nr/twhp/wwwlps/lessons/76mclintock/76about.htm
https://www.c-span.org/video/?164016-1/writings-elizabeth-cady-stanton